# The Batman (film)
The Batman är en amerikansk superhjältefilm från 2022 om Batman i regi av Matt Reeves. Det är en reboot och rollerna spelas av Robert Pattinson, Zoë Kravitz, Paul Dano, Jeffrey Wright, John Turturro, Peter Sarsgaard, Andy Serkis och Colin Farrell.
Utvecklingen började efter att Ben Affleck fick rollen som Batman år 2013. Affleck skrev på för att regissera, producera, samskriva och spela huvudrollen i The Batman, men hade reservationer mot projektet och hoppade av. Pattinson rollbesattes för att ersätta Affleck i maj 2019.
Filmen hade biopremiär i Sverige den 2 mars 2022, utgiven av Warner Bros.

## Handling
I två år har den unge miljardären Bruce Wayne varit den vaksamma Batman i Gotham City. En halloweenhelg mördas borgmästaren Don Mitchell Jr. av en seriemördare som kallar sig själv för Gåtan. Inspektör James Gordon upptäcker att Gåtan lämnade ett meddelande till Batman, men polischef Pete Savage emotsätter sig att låta en vigilant komma in på brottsplatsen och tvingar Batman att lämna platsen. Gåtan dödar senare Savage och lämnar ett nytt meddelande till Batman.
Batman och Gordon upptäcker att Gåtan lämnade ett USB-minne i borgmästare Mitchells bil, minnet innehåller bilder av Mitchell med en kvinna, Annika Kosolov, på nattklubben Iceberg Lounge som drivs av gangstern Carmine Falcones löjtnant Oswald "Oz" Cobblepot, även känd som Pingvinen. Batman förhör Pingvinen och märker att Selina Kyle, Annikas rumskamrat och flickvän, jobbar där som servitris. Efter att Annika försvinner slår sig Batman ihop med Selina och skickar henne tillbaka till Iceberg Lounge för att söka efter svar. Genom Selina upptäcker Batman att Savage stod på Falcones lönelista, liksom distriktsåklagaren Gil Colson. Selina stänger sedan av kommunikationen när Batman pressar henne om hennes relation med Falcone.
Gåtan kidnappar Colson och fäster en tidsinställd kragebomb runt hans hals och skickar honom för att avbryta Mitchells begravning, som Bruce deltar i. Den natten anländer Batman och svarar på Gåtans samtal från Colsons telefon. Gåtan hotar att detonera bomben om Colson inte kan svara på tre gåtor. Batman hjälper Colson att svara på de två första, men Colson vägrar att svara på den tredje om namnet på uppgiftslämnaren som gav Gothampolisen information som ledde till en historisk polisrazzia som avslutade gangstern Salvatore Maronis operation och väljer istället att dö. Batman och Gordon drar slutsatsen att uppgiftslämnaren kan vara Pingvinen och spårar honom till en drogaffär. De upptäcker att Salvatore Maronis operation faktiskt aldrig tog slut och att många av Gothams poliser är inblandade och nu opererar under Falcones order. Selina avslöjar Batman och Gordon oavsiktligt när hon kommer för att stjäla pengar. När Pingvinen flyr upptäcker Selina Annikas lik i ett bilbagage. Batman fångar Pingvinen men får reda på att han inte var uppgiftslämnaren.
Batman och Gordon följer Gåtans spår till ruinerna av ett barnhem som drevs av Bruces föräldrar Thomas och Martha. De får reda på att Gåtan var bosatt på barnhemmet och hyser agg mot familjen Wayne, samt att Bruce Wayne är Gåtans nästa mordoffer. Bruces butler Alfred Pennyworth råkar då öppna en brevbomb adresserad åt Bruce och läggs in på sjukhus. Gåtan lägger sedan ut bevis på att Thomas Wayne, som kandiderade till borgmästare när han mördades, anlitade Falcone för att döda en journalist som hade hotat att avslöja pinsamma detaljer om Martha Waynes historia som psykiskt sjuk. Bruce, som växte upp med att tro att hans far var moraliskt upprättstående, konfronterar Falcone som bekräftar anklagelserna och hävdar att Maroni anlitade journalisten innan han dödade paret Wayne. Bruce konfronterar Alfred som bekräftar det mesta av historien, men han tillägger att Thomas inte hade för avsikt att journalisten skulle mördas och att han lovade att erkänna och överlämna Falcone till polisen efter att ha fått veta om journalistens mord; Alfred antar att Falcone lät döda Thomas och Martha för att förhindra detta, men deras död kan också ha varit ett slumpmässigt brott.
Selina berättar för Batman att Falcone är hennes far. Hon får reda på att Annika blev strypt eftersom Mitchell berättade för henne att Falcone var informatören och bestämmer sig för att döda honom. Batman och Gordon anländer till Iceberg Lounge i tid för att stoppa henne, men Gåtan dödar Falcone när han arresteras. Avslöjad som den kriminaltekniska revisorn Edward Nashton sätts Gåtan in på Arkham State Hospital. Nashton säger att han var avundsjuk på sympatin Bruce fick efter mordet på sina föräldrar medan han ignorerades när samma sak hände honom. Han idoliserar Batman (som inspirerade honom att eliminera de korrupta) och föreslår ett samarbete, men Batman avvisar honom argt. När Batman letar igenom Nashtons lägenhet upptäcker han att Nashton har placerat bilbomber runt Gothams vågbrytare och odlat följare på nätet som planerar att mörda tillträdande borgmästaren Bella Reál.
Bomberna förstör vågbrytarna runt Gotham och översvämmar staden. Ett skydd är upplagt på en inomhusarena där Nashtons anhängare skjuter Reál (som överlever). Batman och Selina lyckas stoppa Nashtons anhängare men när de förhör en av dem på plats och frågar vem han är så yttrar han ''I am vengeance'' samma sak som Batman kallat sig. Det får honom att svära på att inspirera hopp istället för hämnd och under Bella Reáls ämbetesperiod så hjälper han till att återbygga staden till Nashtons besvikelse även om Selina anser att Gotham är bortom räddning och lämnar. I efterdyningarna blir Nashton vän med en annan fånge på Arkham.

## Rollista (i urval)
- Robert Pattinson – Bruce Wayne / Batman
- Zoë Kravitz – Selina Kyle / Catwoman
- Paul Dano – Edward Nashton / Gåtan
- Jeffrey Wright – Inspektör James "Jim" Gordon
- John Turturro – Carmine Falcone
- Andy Serkis – Alfred Pennyworth
- Colin Farrell – Oswald "Oz" Cobblepot / Pingvinen
- Peter Sarsgaard – Distriktsåklagare Gilbert "Gil" Colson
- Barry Keoghan – Jokern (cameo, krediterad som "Unseen Arkham Prisoner")
- Jayme Lawson – Bella Reál
- Gil Perez-Abraham – Konstapel Martinez
- Peter McDonald – Konstapel William Kenzie
- Con O'Neill – Polischef Mackenzie Bock
- Alex Ferns – Polischef Peter "Pete" Savage
- Rupert Penry-Jones – Borgmästare Don Mitchell Jr.
- Charlie och Max Carver – Tvillingarna, dörrvakter på Iceberg Lounge
- Hana Hrzic – Annika Kosolov
- Jay Lycurgo – Ung gängmedlem
- Luke Roberts – Thomas Wayne
- Stella Stocker – Martha Wayne
- Oscar Novak – Bruce Wayne som ung

## Släpp
The Batman hade premiär på BFI IMAX i London den 23 februari 2022. Den var ursprungligen satt för släpp den 25 juni 2021, innan den flyttades till den 1 oktober 2021, och sedan till mars 2022, båda gångerna efter att Warner Bros. justerat sitt släppschema på grund av Covid-19 pandemi. The Batman kommer att bli tillgänglig att streama på HBO Max 45 dagar efter biopremiären.

## Uppföljare
The Batman är tänkt att vara den första i en ny Batman-filmtrilogi. I december 2021 sa Robert Pattinson att han hade idéer för att utveckla Batmans karaktär i ytterligare filmer, medan Dylan Clark sa att The Batman skulle lägga en grund för framtida filmer att bygga vidare på. Pattinson och Matt Reeves uttryckte intresse för att introducera Robin och presentera Court of Owls, Calendar Man och Mr Freeze som skurkar i en uppföljare.